# Глущенко, Алиса Александровна
Алиса Александровна Глущенко (род. 17 февраля 2001, Краснодар) — российская волейболистка, диагональная нападающая.

## Биография
Волейболом начала заниматься в спортивной секции средней школы № 71 города Краснодара (тренер — Н.Нарышкина), продолжила — в краснодарской СШ «Юбилейная» у тренера Анатолия Константиновича Петрова. С 2017 года выступала за фарм-команду ВК «Динамо» (Краснодар), а с 2021 играет за основную команду клуба в суперлиге чемпионата России.

### Клубная карьера
- 2017—2021 —  «Динамо»-2 (Краснодар) — молодёжная лига;
- с 2021  —  «Динамо» (Краснодар) — суперлига.

## Достижения

### Клубные
- бронзовый призёр розыгрыша Кубка молодёжной лиги 2020.

### Индивидуальные
- 2021: лучший бомбардир чемпионата Молодёжной лиги.